# Розета

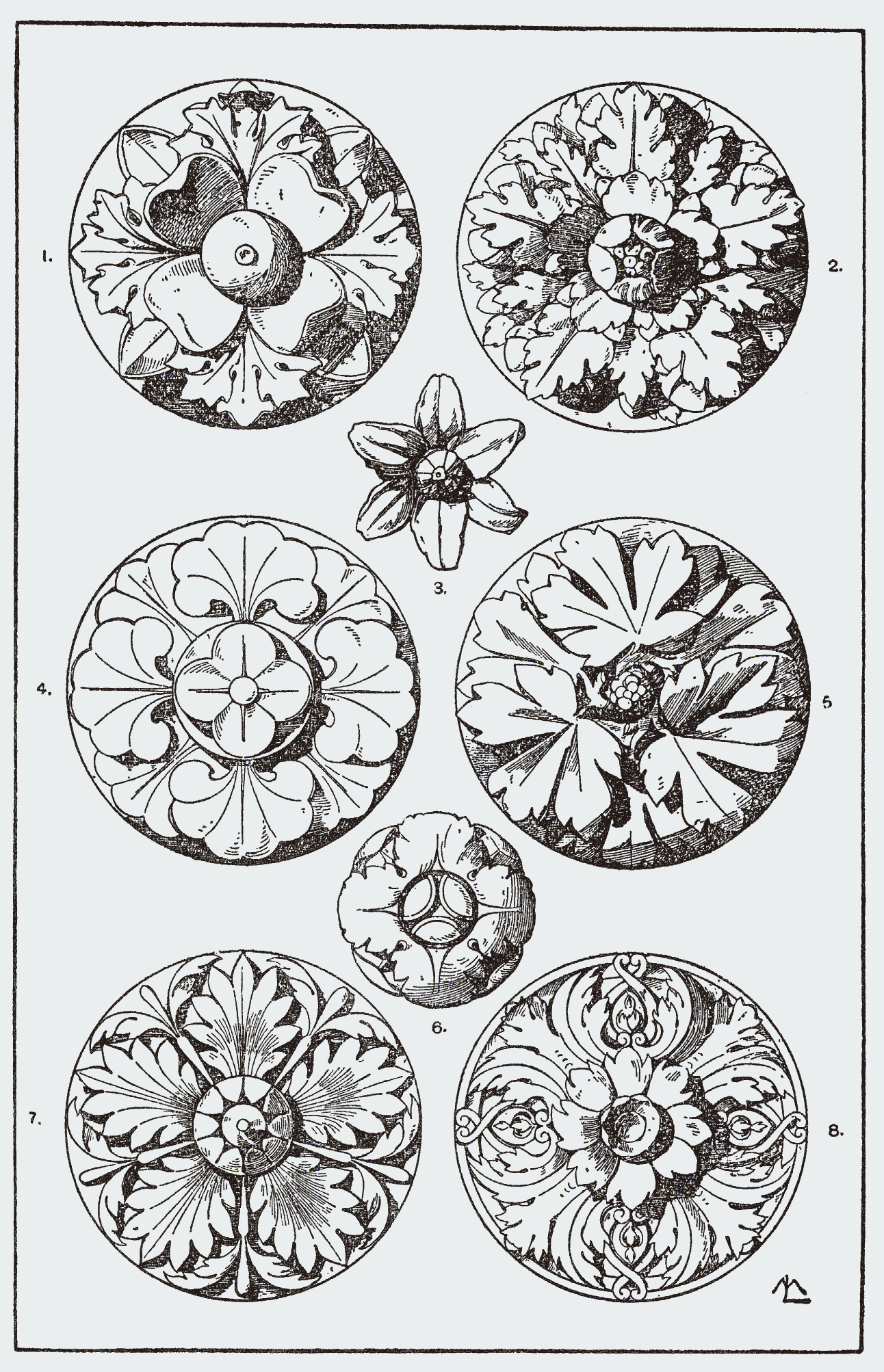
Форми розеток

Розе́тка (від фр. rosette — «трояндочка») — у мистецтві й архітектурі — орнаментальна прикраса круглої форми в плані, має вигляд стилізованого зображення квітки, яка розпустилась. Мотив рослинного орнаменту широко використовувався при оздобленні кесонів, падуг стель тощо, у садово-парковому мистецтві.
Існують такі розетки:
- розетка акантова — пелюстки виконано як акантові листочки, які чергуються із стрілками (подібно іонікам).
- розетка вихрова — декоративна форма, з центру якої розходяться однобічно вигнуті дуги однакової кривини. За композиційною побудовою подібна свастиці. Вживалась у давньоруському мистецтві, де була запозиченою від норманів.
- розетка зонтична — у вигляді еліпса з променями (поширена в часи ампіру).
- розетка сонячна — те саме, що і розетка вихрова.